# スパイスビジュアル
株式会社スパイスビジュアル（SpiceVisual Co., Ltd.）は、日本の映像ソフト会社。

## 概略
2004年7月設立。グラビアアイドルのイメージビデオ映像の企画・制作・販売を主な業務としており、映像ソフト販売事業、DVD制作サービス事業、動画ストリーミングサービス運営事業を行う総合映像企業。入れ替わりはあるものの10名以下の従業員で構成され、映像制作は下請けプロダクションが主に担っている。
全年齢向け作品とR18作品をどちらもコンスタントにリリースしていることが特徴。当初は併売されていたが、2023年以降は公式サイトなども区分され別サイトとなっている。
キネマ旬報社主催「グラビア・オブ・ザ・イヤー」選定メーカーの内の1つ。